# Supercoppa tedesca 2021 (pallavolo femminile)
La Supercoppa tedesca 2021, 10ª edizione della Supercoppa nazionale di pallavolo femminile, si è svolta il 2 ottobre 2021: al torneo hanno partecipato due squadre di club tedesche e la vittoria finale è andata per la seconda volta al Dresdner.

## Regolamento
La formula ha previsto una gara unica.

## Squadre partecipanti
| Squadra    | Qualificazione                       |
| ---------- | ------------------------------------ |
| Dresdner   | Vincitrice 1. Bundesliga 2020-21     |
| Schweriner | Vincitrice Coppa di Germania 2020-21 |

## Torneo
| 2 ottobre 2021 ARENA Schwerin, Schwerin Durata: ? - Spettatori: ? | Dresdner | 3 - 2 | Schweriner | 25-17, 25-18, 17-15, 18-25, 15-10 |